# 科爾特克羅斯區

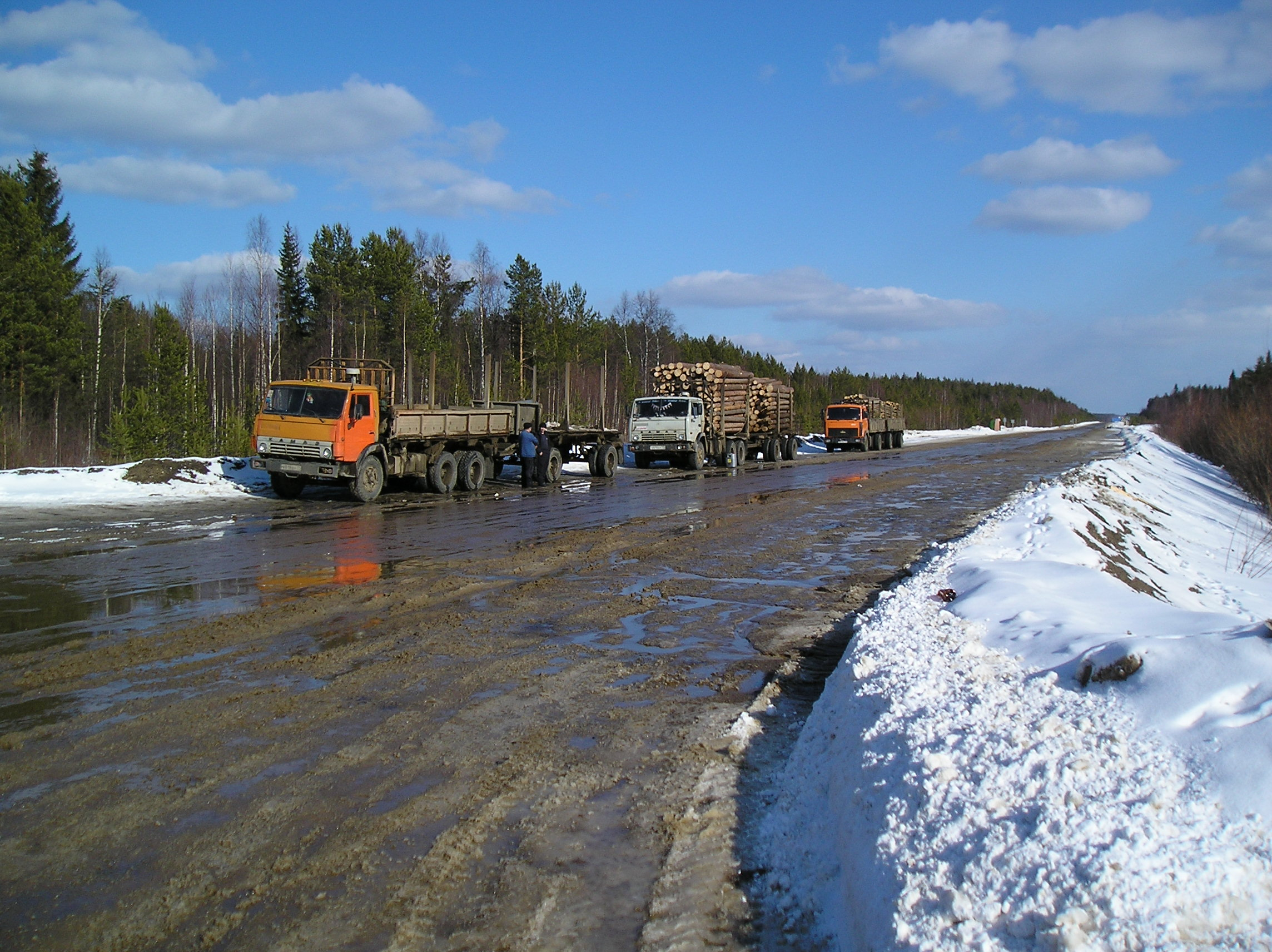

61°48′N 51°35′E / 61.800°N 51.583°E
科爾特克羅斯區（俄语：Корткеросский район），是俄羅斯的一個區，位於該國西北部，由科米共和國負責管轄，面積19,760平方公里，2010年人口19,658，人口密度每平方公里0.99人。